# Fundación (Tranvía de Tenerife)
Fundación es una parada de la línea 1 del Tranvía de Tenerife en las inmediaciones del punto donde estuvo enclavada la cruz fundacional de Santa Cruz de Tenerife. Está situada en la Avda. Bravo Murillo, muy cerca del Cabildo de Tenerife y la Plaza de España. 
Se inauguró el 2 de junio de 2007, junto con todas las de la línea 1.